# El Mabrouk, Néma
El Mabrouk är en kommun i departementet Néma i regionen Hodh Ech Chargui i Mauretanien. Kommunen hade 4 879 invånare år 2013.